# Sadali
Sadali é uma comuna italiana da região da Sardenha, na província da Sardenha do Sul, com cerca de 1.056 habitantes. Estende-se por uma área de 49 km², tendo uma densidade populacional de 22 hab/km². Faz fronteira com Esterzili, Nurri, Seui, Seulo, Villanova Tulo.

## Demografia
| Variação demográfica do município entre 1861 e 2011                               |
|                                                                                   |
| Fonte: Istituto Nazionale di Statistica (ISTAT) - Elaboração gráfica da Wikipedia |